# Heliotropium dolosum
Heliotropium dolosum là loài thực vật có hoa trong họ Mồ hôi. Loài này được De Not. mô tả khoa học đầu tiên năm 1844.